# Grand pic d'Arratille
Pour les articles homonymes, voir Arratille (homonymie).
Le Grand pic d'Arratille (en espagnol pico Bramatuero) est un sommet des Pyrénées, situé sur la frontière franco-espagnole entre les Hautes-Pyrénées, en région Occitanie, et la province de Huesca dans la communauté d'Aragon, qui culmine à 2 900 mètres d'altitude dans le massif de Panticosa.

## Géographie
Il est situé entre le département des Hautes-Pyrénées en vallée de Saint-Savin, sur la commune de Cauterets, entre les vallées du Marcadau et d'Ara (Torla-Ordesa), et celle de Bramatuero (Panticosa) en Espagne.

### Topographie
Il est situé au nord-est du Petit pic d'Arratille et au sud du col d'Arratille. Il surplombe le cirque de l'Ara à l'est, le lac du Col d'Arratille, le lac de la Badète, le vallon d'Arratille au nord et l'ibón de Letrero au sud-ouest.

### Hydrographie
Le sommet délimite la ligne de partage des eaux entre le bassin de la Garonne côté nord, qui se déverse dans l'Atlantique, et le bassin de l'Èbre, qui coule vers la Méditerranée côté sud.

## Voies d'accès
On y accède côté français au nord depuis le pont d'Espagne (1 520 m) et la vallée du Marcadau au fond de laquelle se trouve le refuge Wallon (1 865 m). De là on traverse le gave d'Arratille pour s'engager vers le col d'Arratille.
Côté espagnol par la vallée de l'Ara via le GR 11 depuis Torla-Ordesa par le camino de Cauterets.

## Protection environnementale
Le pic est situé dans le parc national des Pyrénées.